# دانيال روسي
دانيال روسي (بالبرتغالية: Daniel Rossi‏) (4 يناير 1981 في ريو كلارو في البرازيل – )؛ هو لاعب كرة قدم سابق كان يلعب كلاعب وسط.

## وصلات خارجية
- دانيال روسي على موقع رابطة كرة القدم اليابانية للمحترفين (اليابانية)
- دانيال روسي على موقع قاعدة بيانات كرة القدم.إي يو (الإنجليزية)
- دانيال روسي على موقع Soccerway.com (الإنجليزية)
- دانيال روسي على موقع عالم كرة القدم.نت (الإنجليزية)